# Télévision Tunisienne
Établissement de la télévision tunisienne (em árabe tunisino: مؤسسة التلفزة التونسية; em português: Estabelecimento da Televisão Tunisina) é a emissora de televisão de serviço público estatal nacional da Tunísia. A empresa foi criada pelo presidente Zine El Abidine Ben Ali em agosto de 2007, dividindo a antiga emissora estatal do país ERTT em empresas separadas de rádio (Radio Tunisienne) e televisão. A televisão tunisina opera dois canais de televisão nacionais e é um membro ativo da União Europeia de Radiodifusão (EBU).

## Canais de televisão

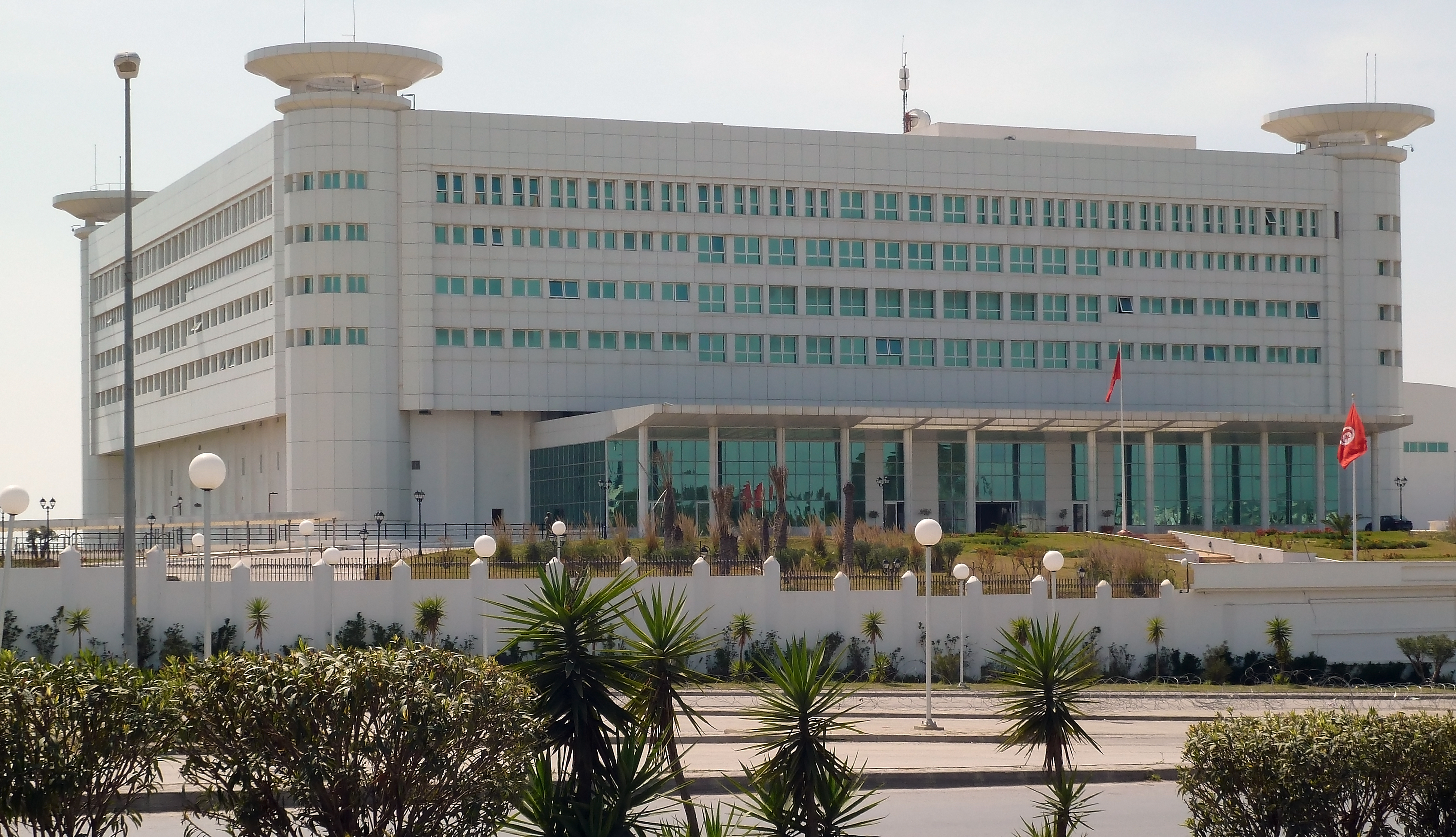
Sede da Télevision Tunisienne

Atualmente, a ETT é constituída pelos seguintes canais:
| Logótipo | Canal        | Descrição                                                                                   | Fundação                        |
| -------- | ------------ | ------------------------------------------------------------------------------------------- | ------------------------------- |
|          | El Watania 1 | Generalista, com foco na programação informativa, desportiva, de entretenimento e familiar. | 31 de maio de 1966 (58 anos)    |
|          | El Watania 2 | Canal secundário, focado em programação infantojuvenil, cultural e de dramaturgia.          | 7 de novembro de 1994 (30 anos) |